# 立石勝規
立石 勝規（たていし かつのり、1943年 - ）は、日本のジャーナリスト、ノンフィクション作家。

## 経歴
青森県弘前市生まれ。東北大学卒業。毎日新聞社に入社し、東京本社社会部副部長・編集委員・論説委員・論説副委員長などを務める。その後退職し、独立。

## 著書一覧
- 国税局調査部 脱税を追え!（かんき出版、1989年）
- 東京国税局〈金融・不動産〉脱税の構図（かんき出版、1992年）
- 国税局査察部 消えた政治献金（かんき出版、1993年）
- 東京国税局政界伏流マネー（徳間書店、1994年）
- 児玉誉士夫のダイヤモンド（徳間書店、1996年）
- 東京国税局 政治家を追え（徳間文庫、1997年）
- 東京国税局査察部（1999年、岩波書店）
- 遺産立会人（1999年、徳間書店）
- 田中角栄の「逃税学」税法のあらゆる穴を知っていた男（2000年、講談社）
- マルサの秘密（2003年、徳間文庫）
- ごみは燃やせ リサイクル神話の呪縛を解く、ごみ焼却の経済学（2003年、光文社）
- 田中角栄・真紀子の「税金逃走」（2004年、講談社）
- 国税査察官（2004年、講談社）
- 脱税の決算書　田中角栄 堤義明の逃税学（2005年、徳間書店）
- ダイヤモンド「腐蝕の連鎖」政・官・業が集う「日本の密室」（2007年、講談社）
- 逃税の掟（2007年、徳間書店）
- 闇に消えたダイヤモンド 自民党と財界の腐蝕をつくった「児玉資金の謎」（2009年、講談社）
- なぜ三ツ矢サイダーは生き残れたのか 夏目漱石、宮沢賢治が愛した「命の水」125年（2009年、講談社）
- 論説室の叛乱（2011年、講談社）